# Antonio Ugalde
Antonio Ugalde García (Esplugues de Llobregat, 13 de maio de 1976) é um ex-handebolista profissional espanhol, medalhista olímpico.